# Pachychoeta annulipes
Pachychoeta annulipes är en tvåvingeart som först beskrevs av Macquart 1846.  Pachychoeta annulipes ingår i släktet Pachychoeta och familjen rovflugor. Inga underarter finns listade i Catalogue of Life.